# Мохаммад Маєлі Кохан
Мохаммад Маєлі Кохан (перс. محمد مایلی کهن, нар. 5 червня 1953, Бандар-Анзалі) — іранський футболіст, що грав на позиції півзахисника, зокрема за «Персеполіс» та національну збірну Ірану. По завершенні ігрової кар'єри — тренер.

## Клубна кар'єра
У дорослому футболі дебютував 1974 року виступами за команду «Нафт Тегеран», в якій провів два сезони. 
1976 року перейшов до «Персеполіса», за який відіграв решту 14 років своєї професійної кар'єри футболіста.

## Виступи за збірну
1978 року дебютував в офіційних матчах у складі національної збірної Ірану. Загалом протягом наступних п'яти років провів у її формі 6 матчів.

## Кар'єра тренера
Завершивши ігрову кар'єру 1990 року, залишився у клубній структурі «Персеполіса» як асистент Алі Парвіна, головного тренера основної команди. Протягом 1991–1992 років також Парвіну у тренерському штабі збірної Ірану.
Згодом у 1995–1997 роках вже особисто керував збірною Ірану, хокрема на Кубку Азії 1996 року, де іранці здобули бронзові нагороди.
До тренерської роботи повернувся 2003 року, ставши головним тренером олімпійської збірної Ірану.
У подальшому працював на клубному рівні, тренував команди «Сайпа», «Пайкан», «Фулад», «Гахар Загрос» та «Саба Ком».
Останнім місцем тренерської роботи спеціаліста був «Малаван», головним тренером команди якого Мохаммад Маєлі Кохан був з 2016 по 2017 рік.